# Alek Stojanov
Alek Stojanov (* 25. April 1973 in Windsor, Ontario) ist ein ehemaliger kanadischer Eishockeyspieler. Während seiner Karriere spielte er für die Vancouver Canucks und Pittsburgh Penguins in der National Hockey League. Weitaus mehr Bekanntheit erlangte er durch eines der einseitigsten Transfergeschäfte der NHL-Geschichte, das ihn im Tausch für Markus Näslund von Vancouver nach Pittsburgh wechseln ließ.

## Karriere
Stojanov begann seine Juniorenkarriere in den unteren kanadischen Juniorenligen. Zur Saison 1989/90 wechselte er als 16-Jähriger in die Ontario Hockey League zu den Dukes of Hamilton, für die er in seiner Rookiesaison 37 Spiele absolvierte und darin acht Scorerpunkte erzielte. Im Folgejahr verbuchte Stojanov 45 Punkte in 62 Partien. Da er zudem physisch sehr präsent war und mit Bob Probert, einem der besten Enforcer in der National Hockey League zu dieser Zeit, verglichen wurde, gehörte er im stark besetzten NHL Entry Draft 1991 zu einem Kandidaten auf den vorderen Plätzen gezogen zu werden. Schließlich wurde er in der ersten Runde an siebter Stelle von Vancouver Canucks ausgewählt, nur knapp hinter den späteren Stars Eric Lindros, Scott Niedermayer und Peter Forsberg. Mit dem Beginn der Spielzeit 1991/92 zog Stojanovs OHL-Klub von Hamilton nach Guelph um und spielte fortan unter dem Namen Guelph Storm. Guelph gewann in der ersten Saison lediglich vier von 66 Spielen und beendete die Spielzeit abgeschlagen auf dem letzten Platz der Liga, wobei Stojanov – von Verletzungen geplagt – nur die Hälfte der Spiele bestreiten konnte. Obwohl sich die Mannschaft im Spieljahr 1992/93 deutlich steigern konnte, wurde der Kanadier zur Saisonmitte im Tausch für zwei Spieler und ein Wahlrecht im Draft an den Ligakonkurrenten Newmarket Royals abgegeben.
Am Ende der OHL-Saison 1992/93 wechselte der 20-Jährige schließlich ins Profilager, nachdem er sich mit den Vancouver Canucks vertraglich hatte einigen können. Diese schickten ihn zunächst zu den Hamilton Canucks, ihrem damaligen Kooperationspartner in der American Hockey League, wo er mit vier Torerfolgen in den vier verbleibenden Spielen der Saison durchaus zu überzeugen wusste. In der sich anschließenden Sommerpause musste der rechte Flügelstürmer eine Operation an der Schulter über sich ergehen lassen, die ihn dazu zwang fast die gesamte Saison 1993/94 auszusetzen. Lediglich vier AHL-Einsätze bestritt er in dieser Spielzeit, erzielte dabei aber kein Tor. Erst im Spieljahr 1994/95 fand Stojanov seine Form annähernd wieder. Dank seiner 18 Tore für die Syracuse Crunch in der AHL, erhielt er im Verlauf der Saison seine erste Berufung in die NHL, als er vier Begegnungen für die Vancouver Canucks in der regulären Saison und fünf weitere in den Playoffs absolvierte. In der Vorbereitung auf die Saison 1995/96 schaffte der bullige Stürmer schließlich den endgültigen Sprung in den NHL-Kader. Stojanov absolvierte 58 Partien, blieb aber mit nur einem Assist weit hinter den Erwartungen der Klubführung zurück.
Als Folge wurde er am Tag der sogenannten Trade Deadline, dem 20. März 1996, von den Vancouver Canucks im Tausch für Markus Näslund an die Pittsburgh Penguins abgegeben. Das Transfergeschäft entwickelte sich in den folgenden Jahren als eines der einseitigsten der gesamten NHL-Geschichte. Während Näslund im Franchise der Canucks zu einem Führungsspieler reifte, der im Laufe der Jahre das Kapitänsamt und die Führung in der ewigen Scorer-Liste des Teams übernahm, bestritt Stojanov lediglich noch 45 weitere Partien in der NHL, davon zehn in der Spielzeit 1995/96 und 35 weitere in der folgenden, in denen er sechs Scorerpunkte erzielte. Diese 35 Spiele waren zugleich seine letzten in der NHL, da er vor der Saison 1997/98 seinen Platz im Kader von Pittsburgh verlor. Er fand sich erneut in der American Hockey League bei den Syracuse Crunch wieder, für die ihm auch nur neun Scorerpunkte gelangen. Nachdem er im Sommer 1998 von der Organisation der Penguins entlassen worden war, spielte er noch einige Jahre in verschiedenen Minor Leagues, ehe er nach der Saison 2001/02 seine Karriere beendete.